# Champagne (Alvernia-Rodano-Alpi)
Champagne è un comune francese di 613 abitanti situato nel dipartimento dell'Ardèche nella regione dell'Alvernia-Rodano-Alpi.

## Società

### Evoluzione demografica
Abitanti censiti